# Maladie de Byne
La maladie de Byne est une détérioration d'origine chimique de coquille de mollusques stockés ou exposés dans les musées et sites analogues, entreposés sans précaution particulière.

## Description

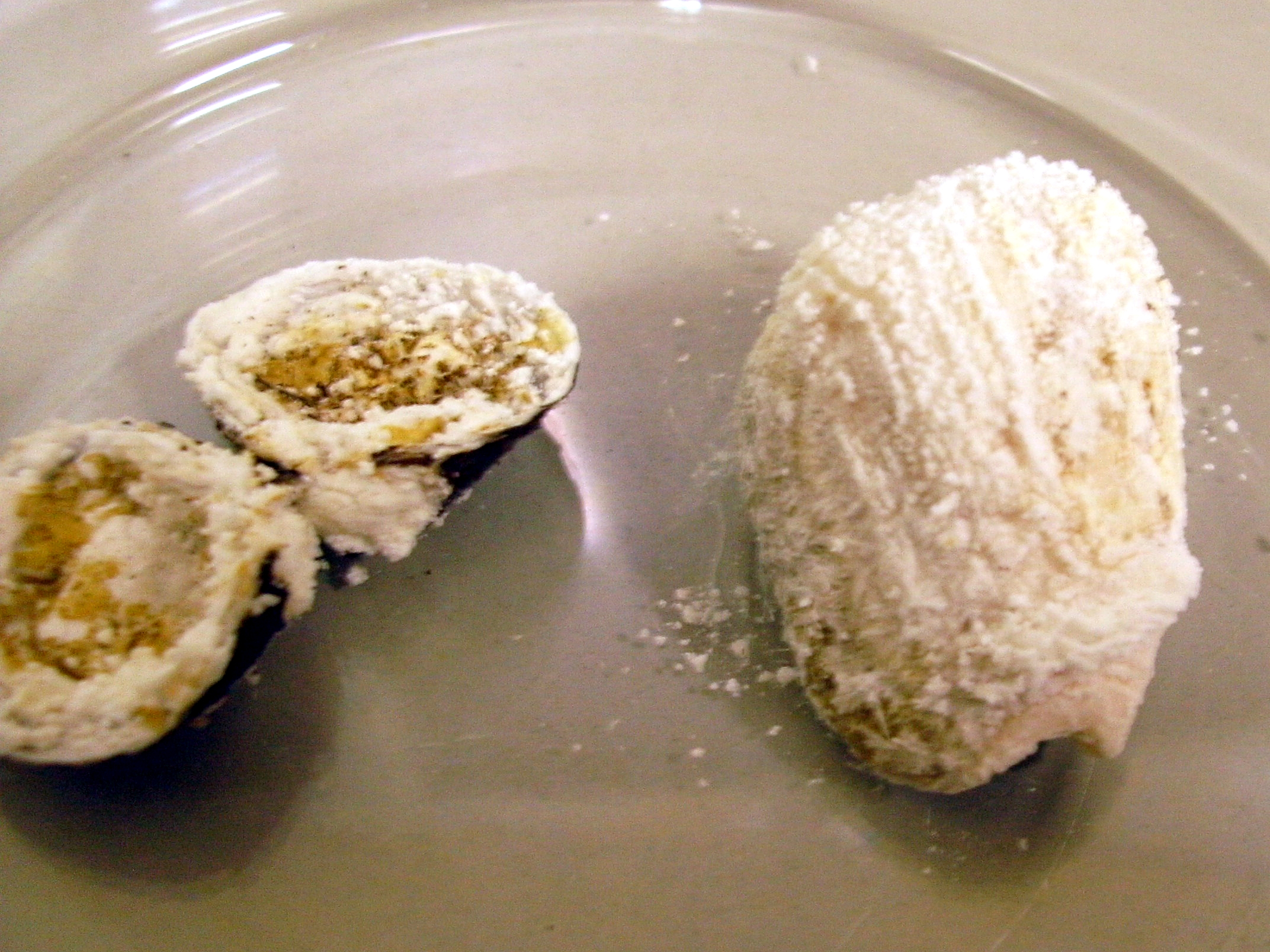
Effets des vapeurs acides sur des coquilles de mollusques exposés dans un milieu excessivement humide et acide (acide acétique) pendant quelques semaines. L’efflorescence est clairement visible sur les deux échantillons.
À gauche, une coquille de Corbicula fluminea (bivalve d'eau douce).
À droite, une coquille d'Olivancillaria urceus (escargot marin).

La maladie de Byne est une forme d'efflorescence de sels causée par la réaction de vapeurs acides avec des bases sur la surface du coquillage qui semble alors porter des moisissures. Bien que décrite pour la première fois au début du XIXe siècle par Loftus Byne, cette maladie n'a été bien comprise que presque cent ans plus tard. Byne pensait que la dégradation des coquillages était causée par des bactéries, et l'a appelée « maladie ».
En plus des coquillages de mollusques, d'autres spécimens sont sensibles à cette forme de dégradation, y compris les coquilles d'œufs, quelques fossiles et des échantillons de minéraux composés de carbonate de calcium. Cette réaction chimique est préoccupante pour les musées scientifiques.

## Historique de la description
En 1839, le naturaliste et malacologue britannique Thomas Brown (1785-1862) mentionne brièvement cette forme de dégradation dans son livre A Conchologist's Text-Book.
Agnès Kenyon a également décrit cette condition en 1896, suggérant que les particules salines présentes dans l'atmosphère pouvaient exercer un effet corrosif.
En 1899, l'amateur conchyliologue et naturaliste Loftus St. George Byne (1872-1947) décrit cette condition dans une présentation à la Société conchyliologie de Grande-Bretagne. Byne était convaincu que l'acide butyrique était présent, au même titre que l'acétate de calcium, dans les coquillages touchés, mais il n'a jamais réellement décrit les méthodes utilisées dans ses soi-disant « tests chimiques extensifs » qu'il prétendait avoir appliqué sur des échantillons. Entre autres conclusions, il a supposé que l'acide butyrique provenait de bactéries en activité.
La nature réelle de la « maladie » a été partiellement élucidée en 1934, lorsque John Ralph Nicholls, le chimiste du gouvernement britannique, a expliqué que les armoires de chêne du Natural History Museum de Londres dégageaient des vapeurs d'acide acétique, qui attaquaient les coquillages y entreposées.
En 1985, presque 150 ans après la première description de la maladie, Norman H. Tennent et Thomas Baird ont publié une vaste étude sur le sujet. Leur analyse en profondeur, impliquant de nombreuses techniques complexes et sophistiquées telles que spectroscopie infrarouge, analyse thermogravimétrique et résonance magnétique nucléaire, a finalement révélé la vraie nature du processus de décomposition. Ils ont identifié les substances impliquées, les sels de calcium, ainsi que les réactions chimiques qui s'ensuivent. Ils ont conclu que la maladie de Byne n'est pas réellement une maladie et est en fait causée par des réactions chimiques simples qui se produisent en présence de vapeurs acides provenant de l'environnement où les spécimens étaient stockés.

## Gestion des collections
La prévention est indispensable puisque les dommages sont irréversibles. La dégénérescence peut être arrêtée par le lavage ou le trempage des échantillons dans de l'eau, suivi d'un séchage complet.

## Maladie de la pyrite
Dans les collections contenant des fossiles, une forte humidité peut également affecter la pyrite (sulfure de fer) des fossiles (ou son plus réactif polymorphe, la marcassite). Cette affection est connue comme maladie de la pyrite. Le sulfure de fer peut réagir avec l'eau et l'oxygène pour former des sulfates de fer et d'acide sulfurique, qui peut alors produire la maladie de Byne.